# Calcio ai Giochi della XXV Olimpiade - Convocazioni
Elenco dei 20 giocatori convocati da ciascuna nazionale per partecipare al torneo di calcio di Barcellona 1992.

## Gruppo A

### Italia
Allenatore:  Cesare Maldini
| N. | Pos. | Giocatore               | Data nascita (età)          | Pres. | Squadra   |
| -- | ---- | ----------------------- | --------------------------- | ----- | --------- |
| 1  | P    | Francesco Antonioli     | 14 settembre 1969 (22 anni) |       | Milan     |
| 2  | D    | Mauro Bonomi            | 23 agosto 1972 (19 anni)    |       | Cremonese |
| 3  | D    | Giuseppe Favalli        | 8 gennaio 1972 (20 anni)    |       | Cremonese |
| 4  | D    | Luca Luzardi            | 18 febbraio 1970 (22 anni)  |       | Brescia   |
| 5  | D    | Salvatore Matrecano     | 5 ottobre 1970 (21 anni)    |       | Foggia    |
| 6  | D    | Alessandro Orlando      | 1º giugno 1970 (22 anni)    |       | Sampdoria |
| 7  | D    | Stefano Rossini         | 1º giugno 1970 (22 anni)    |       | Udinese   |
| 8  | D    | Mirko Taccola           | 14 agosto 1970 (21 anni)    |       | Pisa      |
| 9  | D    | Rufo Emiliano Verga     | 21 dicembre 1969 (22 anni)  |       | Lazio     |
| 10 | C    | Demetrio Albertini      | 23 agosto 1971 (20 anni)    |       | Milan     |
| 11 | C    | Dino Baggio             | 24 luglio 1971 (21 anni)    |       | Inter     |
| 12 | P    | Angelo Peruzzi          | 16 febbraio 1970 (22 anni)  |       | Juventus  |
| 13 | C    | Eugenio Corini          | 30 luglio 1970 (21 anni)    |       | Juventus  |
| 14 | C    | Dario Marcolin          | 28 ottobre 1971 (20 anni)   |       | Cremonese |
| 15 | C    | Gianluca Sordo          | 2 dicembre 1969 (22 anni)   |       | Torino    |
| 16 | A    | Renato Buso             | 19 dicembre 1969 (22 anni)  |       | Sampdoria |
| 17 | C    | Pasquale Domenico Rocco | 11 ottobre 1970 (21 anni)   |       | Venezia   |
| 18 | A    | Marco Ferrante          | 4 febbraio 1971 (21 anni)   |       | Pisa      |
| 19 | A    | Alessandro Melli        | 11 dicembre 1969 (22 anni)  |       | Parma     |
| 20 | A    | Roberto Muzzi           | 21 settembre 1971 (20 anni) |       | Roma      |

### Kuwait
Allenatore:  Valmir Louruz
| N. | Pos. | Giocatore           | Data nascita (età)         | Pres. | Squadra        |
| -- | ---- | ------------------- | -------------------------- | ----- | -------------- |
| 1  | P    | Falah Al-Majidi     | 13 novembre 1970 (21 anni) |       | Al-Jahra       |
| 2  | D    | Osama Abdullah      | 11 agosto 1970 (21 anni)   |       | Al-Arabi       |
| 3  | D    | Ahmad Haji          | 11 dicembre 1972 (19 anni) |       | Al-Qadisiya    |
| 4  | D    | Meshal Al-Enazi     | 26 gennaio 1972 (20 anni)  |       | Al-Shabab      |
| 5  | D    | Mohammed Al-Khaledi | 13 febbraio 1971 (21 anni) |       | Al-Qadisiya    |
| 6  | D    | Nawaf Al-Dhafairi   | 16 luglio 1971 (21 anni)   |       | Al-Jahra       |
| 7  | A    | Fahad Marzouq       | 2 gennaio 1971 (21 anni)   |       | Al-Tadamon     |
| 8  | C    | Husain Al-Khodhari  | 7 febbraio 1972 (20 anni)  |       | Al-Salmiya     |
| 9  | A    | Ali Al-Hadiyah      | 14 ottobre 1969 (22 anni)  |       | Al-Salmiya     |
| 10 | C    | Mansour Mohammed    | 3 settembre 1970 (21 anni) |       | Al-Arabi       |
| 11 | C    | Abdullah Saihan     | 7 febbraio 1971 (21 anni)  |       | Al-Tadamon     |
| 12 | C    | Fawaz Al-Ahmad      | 9 novembre 1969 (22 anni)  |       | Kazma          |
| 13 | D    | Yousif Al-Dakhi     | 2 agosto 1973 (18 anni)    |       | Kazma          |
| 14 | C    | Mohammed Ben Haji   | 28 dicembre 1970 (21 anni) |       | Al-Qadisiya    |
| 15 | D    | Hamad Al-Eisa       | 9 gennaio 1972 (20 anni)   |       | Al-Tadamon     |
| 16 | D    | Sami Al-Lanqawi     | 1º luglio 1972 (20 anni)   |       | Al-Arabi       |
| 17 | A    | Thamer Al-Enazi     | 23 maggio 1970 (22 anni)   |       | Al Salibikhaet |
| 18 | D    | Salamah Al-Enazi    | 13 agosto 1972 (19 anni)   |       | Al-Jahra       |
| 19 | P    | Khaled Al-Fadhli    | 15 maggio 1974 (18 anni)   |       | Kazma          |
| 20 | A    | Jasem Al-Huwaidi    | 28 ottobre 1972 (19 anni)  |       | Al-Salmiya     |

### Polonia
Allenatore:  Janusz Wójcik
| N. | Pos. | Giocatore          | Data nascita (età)         | Pres. | Squadra           |
| -- | ---- | ------------------ | -------------------------- | ----- | ----------------- |
| 1  | P    | Aleksander Kłak    | 24 novembre 1970 (21 anni) |       | Igloopol Dębica   |
| 2  | D    | Marcin Jałocha     | 17 marzo 1971 (21 anni)    |       | Wisła Cracovia    |
| 3  | D    | Tomasz Łapiński    | 1º agosto 1969 (22 anni)   |       | Widzew Łódź       |
| 4  | D    | Marek Koźmiński    | 7 febbraio 1971 (21 anni)  |       | Hutnik Cracovia   |
| 5  | D    | Tomasz Wałdoch     | 10 maggio 1971 (21 anni)   |       | Górnik Zabrze     |
| 6  | C    | Dariusz Gęsior     | 9 ottobre 1969 (22 anni)   |       | Ruch Chorzów      |
| 7  | C    | Piotr Świerczewski | 8 aprile 1972 (20 anni)    |       | GKS Katowice      |
| 8  | C    | Dariusz Adamczuk   | 21 ottobre 1969 (22 anni)  |       | Pogoń Stettino    |
| 9  | A    | Gregorz Mielcarski | 19 marzo 1971 (21 anni)    |       | Olimpia Poznań    |
| 10 | C    | Jerzy Brzęczek     | 18 marzo 1971 (21 anni)    |       | Olimpia Poznań    |
| 11 | A    | Andrzej Juskowiak  | 3 novembre 1970 (21 anni)  |       | Lech Poznań       |
| 12 | P    | Arkadiusz Onyszko  | 12 gennaio 1974 (18 anni)  |       | Zawisza Bydgoszcz |
| 13 | C    | Ryszard Staniek    | 13 marzo 1971 (21 anni)    |       | Górnik Zabrze     |
| 14 | D    | Marek Bajor        | 10 gennaio 1970 (22 anni)  |       | Widzew Łódź       |
| 15 | A    | Andrzej Kobylański | 31 luglio 1970 (21 anni)   |       | Siarka Tarnobrzeg |
| 16 | A    | Mirosław Waligóra  | 4 febbraio 1970 (22 anni)  |       | Hutnik Cracovia   |
| 17 | C    | Dariusz Szubert    | 31 ottobre 1970 (21 anni)  |       | Pogoń Stettino    |
| 18 | C    | Tomasz Wieszczycki | 21 dicembre 1971 (20 anni) |       | ŁKS               |
| 19 | C    | Dariusz Koseła     | 12 febbraio 1970 (22 anni) |       | Górnik Zabrze     |
| 20 | A    | Wojciech Kowalczyk | 14 aprile 1972 (20 anni)   |       | Legia Varsavia    |

### Stati Uniti
Allenatore:  Lothar Osiander

## Gruppo B

### Colombia
Allenatore:  Hernán Darío Gómez
| N. | Pos. | Giocatore          | Data nascita (età)          | Pres. | Squadra                |
| -- | ---- | ------------------ | --------------------------- | ----- | ---------------------- |
| 1  | P    | Miguel Calero      | 14 aprile 1971 (21 anni)    |       | Deportivo Cali         |
| 2  | D    | Jorge Bermúdez     | 18 giugno 1971 (21 anni)    |       | América de Cali        |
| 3  | D    | Robeiro Moreno     | 11 novembre 1969 (22 anni)  |       | Once Caldas            |
| 4  | D    | José Santa         | 12 settembre 1970 (21 anni) |       | Atlético Nacional      |
| 5  | D    | Víctor Marulanda   | 3 febbraio 1971 (21 anni)   |       | Atlético Nacional      |
| 6  | C    | Hermán Gaviria     | 27 novembre 1969 (22 anni)  |       | Atlético Nacional      |
| 7  | A    | Faustino Asprilla  | 10 novembre 1969 (22 anni)  |       | Parma                  |
| 8  | C    | John Lozano        | 30 marzo 1972 (20 anni)     |       | América de Cali        |
| 9  | A    | Iván Valenciano    | 18 marzo 1972 (20 anni)     |       | Atalanta               |
| 10 | C    | Víctor Pacheco     | 24 settembre 1974 (17 anni) |       | Atlético Junior        |
| 11 | A    | Carlos Uribe       | 26 settembre 1969 (22 anni) |       | Independiente Medellín |
| 12 | P    | Faryd Mondragón    | 21 giugno 1971 (21 anni)    |       | Real Cartagena         |
| 13 | D    | Geovanis Cassiani  | 10 gennaio 1970 (22 anni)   |       | Atlético Nacional      |
| 14 | C    | John Pérez         | 21 febbraio 1970 (22 anni)  |       | Independiente Medellín |
| 15 | A    | Víctor Aristizábal | 9 dicembre 1971 (20 anni)   |       | Atlético Nacional      |
| 16 | C    | Gustavo Restrepo   | 24 settembre 1969 (22 anni) |       | Atlético Nacional      |
| 17 | C    | Jairo Mejía        | 12 marzo 1970 (22 anni)     |       | Envigado               |
| 18 | D    | Diego Osorio       | 21 luglio 1970 (22 anni)    |       | Atlético Nacional      |
| 19 | A    | Jairo Zulbarán     | 7 gennaio 1970 (22 anni)    |       | Independiente Medellín |
| 20 | C    | Omar Cañas         | 16 settembre 1969 (22 anni) |       | Atlético Nacional      |

### Egitto
Allenatore:  Mahmoud Said Ahmed
| N. | Pos. | Giocatore                 | Data nascita (età)         | Pres. | Squadra      |
| -- | ---- | ------------------------- | -------------------------- | ----- | ------------ |
| 1  | P    | Nader El Sayed            | 31 dicembre 1972 (19 anni) |       | Zamalek      |
| 2  | D    | Amer El Manzalawy         | 24 dicembre 1969 (22 anni) |       | Al-Ahly      |
| 3  | D    | Tamer Abdelhamid          | 16 ottobre 1971 (20 anni)  |       | Zamalek      |
| 4  | C    | Khaled El Ghandour        | 27 luglio 1970 (21 anni)   |       | Zamalek      |
| 5  | D    | Haysam Abouelw            | 4 gennaio 1971 (21 anni)   |       | El-Olympi    |
| 6  | D    | Sami El Sheshini          | 23 gennaio 1972 (20 anni)  |       | Zamalek      |
| 7  | D    | Yehia Khaled              | 4 settembre 1971 (20 anni) |       | Zamalek      |
| 8  | C    | Hady Khashaba             | 19 dicembre 1972 (19 anni) |       | Al-Ahly      |
| 9  | A    | Moustafa Ibrahim          | 1º agosto 1970 (21 anni)   |       | Zamalek      |
| 10 | A    | Mohamed Salah Abougreisha | 1º gennaio 1970 (22 anni)  |       | Ismaily      |
| 11 | A    | Yasser Rayan              | 26 marzo 1970 (22 anni)    |       | El Mansoura  |
| 12 | P    | Esam Deyab                | 1º novembre 1970 (21 anni) |       | Tersana      |
| 13 | C    | Mohamed Abdelrazik        | 9 ottobre 1970 (21 anni)   |       | Al-Ahly      |
| 14 | A    | Moustafa Sadek            | 31 gennaio 1972 (20 anni)  |       | Al-Mokawloon |
| 15 | C    | Akel Khafaga              | 15 novembre 1972 (19 anni) |       | Zamalek      |
| 16 | D    | Tawfik Sakr               | 8 novembre 1969 (22 anni)  |       | Al-Ahly      |
| 17 | D    | Ahmed El Noamany          | 5 febbraio 1971 (21 anni)  |       | Al-Mokawloon |
| 18 | A    | Mohamed Abdelaty          | 14 gennaio 1971 (21 anni)  |       | Al-Qanat     |
| 19 | P    | Mohammed Salam            | 5 dicembre 1969 (22 anni)  |       | El-Olympi    |
| 20 | A    | Ibrahim El Masry          | 19 agosto 1971 (20 anni)   |       | Al-Masry     |

### Qatar
Allenatore:  Evaristo
| N. | Pos. | Giocatore                   | Data nascita (età)          | Pres. | Squadra         |
| -- | ---- | --------------------------- | --------------------------- | ----- | --------------- |
| 1  | P    | Ahmed Khalil Saleh          | 17 ottobre 1972 (19 anni)   |       | Al-Arabi        |
| 2  | D    | Hamad Mubarak Al-Atteya     | 22 agosto 1972 (19 anni)    |       | Al-Rayyan       |
| 3  | D    | Rashid Shami Sowaid         | 5 settembre 1973 (18 anni)  |       | Al-Rayyan       |
| 4  | D    | Zamel Essa Al-Kuwari        | 23 agosto 1973 (18 anni)    |       | Al-Rayyan       |
| 5  | C    | Abdul-Nasser Al-Obaidly     | 2 ottobre 1972 (19 anni)    |       | Al-Sadd         |
| 6  | D    | Walid Bakhit Maayouf        | 29 novembre 1972 (19 anni)  |       | Qatar SC        |
| 7  | A    | Mubarak Moustafa Nourallah  | 30 marzo 1973 (19 anni)     |       | Al-Arabi        |
| 8  | A    | Jumah Salem Johar           | 20 agosto 1970 (21 anni)    |       | Al-Wakrah       |
| 9  | A    | Mahmoud Yassin Souf         | 20 ottobre 1971 (20 anni)   |       | Al-Ittihad Doha |
| 10 | C    | Fahad Mohammed Al-Kuwari    | 19 dicembre 1973 (18 anni)  |       | Al-Sadd         |
| 11 | A    | Adel Mulla Al-Mulla         | 7 dicembre 1970 (21 anni)   |       | Al-Arabi        |
| 12 | P    | Amer Abdul-Rahman Al-Kaabi  | 1º marzo 1971 (21 anni)     |       | Al-Ittihad Doha |
| 13 | D    | Youssuf Adam Mahmoud        | 12 settembre 1972 (19 anni) |       | Al-Ittihad Doha |
| 14 | A    | Walid Ali Ibrahim           | 12 ottobre 1973 (18 anni)   |       | Al-Ahli Doha    |
| 15 | C    | Abdullah Bashir Al-Abdullah | 17 settembre 1971 (20 anni) |       | Al-Rayyan       |
| 16 | D    | Mohamed Kayed Al-Mohannadi  | 10 ottobre 1972 (19 anni)   |       | Al-Sadd         |
| 17 | C    | Jaffal Rashid               | 27 settembre 1973 (18 anni) |       | Al-Sadd         |
| 18 | C    | Abdel-Aziz Hassan Jaloof    | 27 febbraio 1973 (19 anni)  |       | Qatar SC        |
| 19 | A    | Khalid Habib Al-Wahibi      | 1º dicembre 1970 (21 anni)  |       | Al-Sadd         |
| 20 | P    | Farid Gholam Mahboub        | 13 luglio 1971 (21 anni)    |       | Al-Rayyan       |

### Spagna
Allenatore:  Vicente Miera
| N. | Pos. | Giocatore            | Data nascita (età)          | Pres. | Squadra         |
| -- | ---- | -------------------- | --------------------------- | ----- | --------------- |
| 1  | P    | Santiago Cañizares   | 18 dicembre 1969 (22 anni)  |       | CP Mérida       |
| 2  | D    | Albert Ferrer        | 6 giugno 1970 (22 anni)     |       | Barcellona      |
| 3  | D    | Mikel Lasa           | 9 settembre 1971 (20 anni)  |       | Real Madrid     |
| 4  | D    | Roberto Solozábal    | 15 settembre 1969 (22 anni) |       | Atlético Madrid |
| 5  | D    | Juan Manuel López    | 3 settembre 1969 (22 anni)  |       | Atlético Madrid |
| 6  | C    | David Villabona      | 5 dicembre 1969 (22 anni)   |       | Athletic Bilbao |
| 7  | C    | José Emilio Amavisca | 19 giugno 1971 (21 anni)    |       | UE Lleida       |
| 8  | C    | Luis Enrique         | 8 maggio 1970 (22 anni)     |       | Real Madrid     |
| 9  | C    | Josep Guardiola      | 18 gennaio 1971 (21 anni)   |       | Barcellona      |
| 10 | D    | Abelardo             | 19 aprile 1970 (22 anni)    |       | Sporting Gijón  |
| 11 | A    | Javier Manjarín      | 31 dicembre 1969 (22 anni)  |       | Sporting Gijón  |
| 12 | D    | Paqui                | 6 dicembre 1970 (21 anni)   |       | Tenerife        |
| 13 | P    | Toni                 | 12 ottobre 1970 (21 anni)   |       | Figueres        |
| 14 | C    | Gabriel Vidal        | 5 ottobre 1969 (22 anni)    |       | Maiorca         |
| 15 | C    | Francisco Soler      | 5 marzo 1970 (22 anni)      |       | Maiorca         |
| 16 | D    | Miguel               | 19 febbraio 1970 (22 anni)  |       | Rayo Vallecano  |
| 17 | D    | Rafael Berges        | 21 gennaio 1971 (21 anni)   |       | Tenerife        |
| 18 | A    | Antonio Pinilla      | 25 febbraio 1971 (21 anni)  |       | Barcellona      |
| 19 | A    | Kiko                 | 26 aprile 1972 (20 anni)    |       | Cadice          |
| 20 | A    | Alfonso              | 26 settembre 1972 (19 anni) |       | Real Madrid     |

## Gruppo C

### Corea del Sud
Allenatore:  Kim Sam-rak
| N. | Pos. | Giocatore        | Data nascita (età)          | Pres. | Squadra                |
| -- | ---- | ---------------- | --------------------------- | ----- | ---------------------- |
| 1  | P    | Kim Bong-soo     | 4 dicembre 1970 (21 anni)   |       | LG Cheetahs            |
| 2  | D    | Na Seung-hwa     | 8 ottobre 1969 (22 anni)    |       | POSCO Atoms            |
| 3  | D    | Lee Moon-seok    | 6 marzo 1970 (22 anni)      |       | Università di Incheon  |
| 4  | A    | Han Jung-kook    | 19 luglio 1971 (21 anni)    |       | Università Hanyang     |
| 5  | D    | Kang Chul        | 2 novembre 1971 (20 anni)   |       | Università Yonsei      |
| 6  | C    | Shin Tae-yong    | 11 ottobre 1970 (21 anni)   |       | Ilhwa Chunma           |
| 7  | D    | Kim Kwui-hwa     | 15 marzo 1970 (22 anni)     |       | Daewoo Royals          |
| 8  | C    | Noh Jung-yoon    | 28 marzo 1971 (21 anni)     |       | Università della Corea |
| 9  | A    | Kwak Kyung-keun  | 10 ottobre 1972 (19 anni)   |       | Università della Corea |
| 10 | A    | Jung Jae-kwon    | 5 novembre 1970 (21 anni)   |       | Università Hanyang     |
| 11 | A    | Seo Jung-won     | 17 dicembre 1970 (21 anni)  |       | LG Cheetahs            |
| 12 | C    | Cho Jung-Hyun    | 12 novembre 1969 (22 anni)  |       | Yukong Elephants       |
| 13 | D    | Kim Do-keun      | 2 marzo 1972 (20 anni)      |       | Università Hanyang     |
| 14 | D    | Jeong Kwang-seok | 1º dicembre 1970 (21 anni)  |       | Samick                 |
| 15 | D    | Lee Seung-hyup   | 15 aprile 1971 (21 anni)    |       | Università Yonsei      |
| 16 | C    | Cho Jin-ho       | 2 agosto 1973 (18 anni)     |       | Univ. Kyung Hee        |
| 17 | D    | Lee Lim-saeng    | 18 novembre 1971 (20 anni)  |       | Università della Corea |
| 18 | C    | Lee Jin-haeng    | 10 luglio 1971 (21 anni)    |       | Università Yonsei      |
| 19 | P    | Shin Bum-chul    | 27 settembre 1970 (21 anni) |       | Ajou University        |
| 20 | P    | Lee Woon-jae     | 26 aprile 1973 (19 anni)    |       | Univ. Kyung Hee        |

### Marocco
Allenatore:  Werner Olk
| N. | Pos. | Giocatore              | Data nascita (età)          | Pres. | Squadra          |
| -- | ---- | ---------------------- | --------------------------- | ----- | ---------------- |
| 1  | P    | Mustafa Achab          | 29 settembre 1969 (22 anni) |       | Wydad Casablanca |
| 2  | D    | Rachid Azzouzi         | 10 gennaio 1971 (21 anni)   |       | Duisburg         |
| 3  | D    | Abdelkrim El Hadrioui  | 6 marzo 1972 (20 anni)      |       | FAR Rabat        |
| 4  | D    | Mouloud Moudakkar      | 5 marzo 1970 (22 anni)      |       | Union Sidi Kacem |
| 5  | D    | Mohcene Bouhlal        | 22 aprile 1970 (22 anni)    |       | FAR Rabat        |
| 6  | D    | Noureddine Naybet      | 10 febbraio 1970 (22 anni)  |       | Wydad Casablanca |
| 7  | C    | Khalid Raghib          | 22 settembre 1969 (22 anni) |       | RS Settat        |
| 8  | C    | Icham Dmiai            | 11 gennaio 1971 (21 anni)   |       | Kawkab Marrakech |
| 9  | A    | Mohamed El Badraoui    | 27 giugno 1971 (21 anni)    |       | Raja Beni Mellal |
| 10 | C    | Said Rokbi             | 20 ottobre 1969 (22 anni)   |       | RS Settat        |
| 11 | A    | Mohamed Samadi         | 21 marzo 1970 (22 anni)     |       | FAR Rabat        |
| 12 | C    | Aziz Azim              | 5 marzo 1970 (22 anni)      |       | Union Sidi Kacem |
| 13 | D    | Rachid Iddaoudi        | 2 agosto 1970 (21 anni)     |       | Kawkab Marrakech |
| 14 | D    | Lahcen Abrami          | 31 dicembre 1969 (22 anni)  |       | Wydad Casablanca |
| 15 | C    | Abdelmajid Karaouane   | 24 gennaio 1970 (22 anni)   |       | FAR Rabat        |
| 16 | P    | Brahim Bougrine        | 17 agosto 1969 (22 anni)    |       | FUS Rabat        |
| 17 | D    | Youssef Chippo         | 10 maggio 1973 (19 anni)    |       | Kénitra          |
| 18 | A    | Lahoussaine Ahnouta    | 24 ottobre 1969 (22 anni)   |       | FUS Rabat        |
| 19 | A    | Ahmed Bahja            | 21 dicembre 1970 (21 anni)  |       | Kawkab Marrakech |
| 20 | P    | Mohamed Ibari Mansouri | 25 novembre 1969 (22 anni)  |       | IR Tanger        |

### Paraguay
Allenatore:  Sergio Markarián
| N. | Pos. | Giocatore                   | Data nascita (età)          | Pres. | Squadra         |
| -- | ---- | --------------------------- | --------------------------- | ----- | --------------- |
| 1  | P    | Rubén Ruiz Díaz             | 11 novembre 1969 (22 anni)  |       | San Lorenzo     |
| 2  | D    | Andrés Duarte               | 4 febbraio 1972 (20 anni)   |       | Cerro Porteño   |
| 3  | D    | Osvaldo Peralta             | 2 febbraio 1971 (21 anni)   |       | Guaraní         |
| 4  | D    | Juan Jara                   | 6 agosto 1970 (21 anni)     |       | Olimpia         |
| 5  | D    | Celso Ayala                 | 20 agosto 1970 (21 anni)    |       | Olimpia         |
| 6  | D    | Carlos Gamarra              | 17 febbraio 1971 (21 anni)  |       | Independiente   |
| 7  | A    | Francisco Flaminio Ferreira | 17 settembre 1970 (21 anni) |       | Sp. Luqueño     |
| 8  | C    | Hugo Sosa                   | 26 novembre 1970 (21 anni)  |       | Sp. Luqueño     |
| 9  | D    | Arsenio Benítez             | 14 dicembre 1971 (20 anni)  |       | Sp. Luqueño     |
| 10 | C    | Gustavo Neffa               | 3 novembre 1971 (20 anni)   |       | Boca Juniors    |
| 11 | A    | Julio César Yegros          | 31 gennaio 1971 (21 anni)   |       | Sp. Luqueño     |
| 12 | P    | César Velásquez             | 16 settembre 1972 (19 anni) |       | Independiente   |
| 13 | D    | Juan Marecos                | 21 agosto 1969 (22 anni)    |       | Libertad        |
| 14 | C    | Ricardo Sanabria            | 31 ottobre 1969 (22 anni)   |       | Cerro Porteño   |
| 15 | C    | Guido Alvarenga             | 24 agosto 1970 (21 anni)    |       | Textil Mandiyú  |
| 16 | D    | Francisco Arce              | 2 aprile 1971 (21 anni)     |       | Cerro Porteño   |
| 17 | C    | Héctor Sosa                 | 7 aprile 1971 (21 anni)     |       | Atl. Colegiales |
| 18 | C    | Harles Bourdier             | 14 agosto 1972 (19 anni)    |       | Olimpia         |
| 19 | A    | Mauro Caballero             | 3 maggio 1972 (20 anni)     |       | Olimpia         |
| 20 | A    | Jorge Luis Campos           | 11 agosto 1970 (21 anni)    |       | Olimpia         |

### Svezia
Allenatore:  Nisse Andersson
| N. | Pos. | Giocatore             | Data nascita (età)          | Pres. | Squadra         |
| -- | ---- | --------------------- | --------------------------- | ----- | --------------- |
| 1  | P    | Jan Ekholm            | 3 dicembre 1969 (22 anni)   |       | IFK Sundsvall   |
| 2  | D    | Leif Magnus Johansson | 10 novembre 1971 (20 anni)  |       | IFK Göteborg    |
| 3  | D    | Joachim Björklund     | 15 marzo 1971 (21 anni)     |       | Brann           |
| 4  | D    | Filip Apelstav        | 18 settembre 1971 (20 anni) |       | Västra Frölunda |
| 5  | C    | Niclas Alexandersson  | 29 dicembre 1971 (20 anni)  |       | Halmstad        |
| 6  | C    | Håkan Mild            | 14 giugno 1971 (21 anni)    |       | IFK Göteborg    |
| 7  | D    | Patrik Andersson      | 18 agosto 1971 (20 anni)    |       | Malmö FF        |
| 8  | C    | Stefan Landberg       | 5 maggio 1970 (22 anni)     |       | Öster           |
| 9  | C    | Christer Fursth       | 6 luglio 1970 (22 anni)     |       | Örebro          |
| 10 | A    | Jonny Rödlund         | 22 dicembre 1971 (20 anni)  |       | IFK Norrköping  |
| 11 | A    | Tomas Brolin          | 29 novembre 1969 (22 anni)  |       | Parma           |
| 12 | P    | Håkan Svensson        | 20 gennaio 1970 (22 anni)   |       | Halmstad        |
| 13 | C    | Jesper Jansson        | 8 gennaio 1971 (21 anni)    |       | Öster           |
| 14 | D    | Jörgen Moberg         | 2 giugno 1971 (21 anni)     |       | Öster           |
| 15 | D    | Björn Lilius          | 2 giugno 1970 (22 anni)     |       | Helsingborg     |
| 16 | D    | Henrik Nilsson        | 25 luglio 1972 (19 anni)    |       | Malmö FF        |
| 17 | C    | Anders Andersson      | 15 marzo 1974 (18 anni)     |       | Malmö FF        |
| 18 | A    | Pascal Simpson        | 4 maggio 1971 (21 anni)     |       | AIK             |
| 19 | A    | Niklas Gudmundsson    | 29 febbraio 1972 (20 anni)  |       | Halmstad        |
| 20 | A    | Jonas Axeldal         | 2 settembre 1970 (21 anni)  |       | Malmö FF        |

## Gruppo D

### Australia
Allenatore:  Eddie Thomson
| N. | Pos. | Giocatore        | Data nascita (età)          | Pres. | Squadra            |
| -- | ---- | ---------------- | --------------------------- | ----- | ------------------ |
| 1  | P    | John Filan       | 8 febbraio 1970 (22 anni)   |       | Wollongong Wolves  |
| 2  | D    | Milan Blagojevic | 24 dicembre 1969 (22 anni)  |       | Marconi Fairfield  |
| 3  | D    | Dominic Longo    | 23 agosto 1970 (21 anni)    |       | Newcastle Breakers |
| 4  | D    | Ned Zelić        | 4 luglio 1971 (21 anni)     |       | Sydney Olympic     |
| 5  | D    | Shaun Murphy     | 5 novembre 1970 (21 anni)   |       | Perth Italia       |
| 6  | D    | Tony Vidmar      | 4 luglio 1970 (22 anni)     |       | Adelaide City      |
| 7  | C    | John Gibson      | 10 febbraio 1970 (22 anni)  |       | APIA Tigers        |
| 8  | C    | Paul Okon        | 5 aprile 1972 (20 anni)     |       | Club Bruges        |
| 9  | A    | Zlatko Arambasic | 20 settembre 1969 (22 anni) |       | Malines            |
| 10 | C    | George Slifkas   | 18 ottobre 1969 (22 anni)   |       | Heidelberg Utd     |
| 11 | C    | John Markovski   | 15 aprile 1970 (22 anni)    |       | Marconi Fairfield  |
| 12 | C    | Damian Mori      | 30 settembre 1970 (21 anni) |       | Melbourne Croatia  |
| 13 | A    | Carl Veart       | 21 maggio 1970 (22 anni)    |       | Adelaide City      |
| 14 | A    | Steve Refenes    | 19 febbraio 1970 (22 anni)  |       | Sydney Olympic     |
| 15 | D    | Tony Popović     | 4 luglio 1973 (19 anni)     |       | Sydney Croatia     |
| 16 | A    | David Seal       | 26 gennaio 1972 (20 anni)   |       | Marconi Fairfield  |
| 17 | A    | Gary Hasler      | 5 luglio 1970 (22 anni)     |       | South Melbourne    |
| 18 | C    | Steve Corica     | 24 marzo 1973 (19 anni)     |       | Marconi Fairfield  |
| 19 | C    | Brad Maloney     | 19 gennaio 1972 (20 anni)   |       | Newcastle Breakers |
| 20 | P    | Mark Bosnich     | 13 gennaio 1972 (20 anni)   |       | Aston Villa        |

### Danimarca
Allenatore:  Viggo Jensen
| N. | Pos. | Giocatore             | Data nascita (età)          | Pres. | Squadra    |
| -- | ---- | --------------------- | --------------------------- | ----- | ---------- |
| 1  | P    | Niels Jørgensen       | 24 gennaio 1971 (21 anni)   |       | Aalborg    |
| 2  | D    | Thomas Helveg         | 24 giugno 1971 (21 anni)    |       | Odense     |
| 3  | D    | Jacob Laursen         | 6 ottobre 1971 (20 anni)    |       | Vejle      |
| 4  | D    | Claus Thomsen         | 31 maggio 1970 (22 anni)    |       | Aarhus     |
| 5  | D    | Peter Frank           | 26 maggio 1970 (22 anni)    |       | Frem       |
| 6  | C    | Jakob Kjeldbjerg      | 21 ottobre 1969 (22 anni)   |       | Silkeborg  |
| 7  | D    | Jens Christian Madsen | 1º febbraio 1970 (22 anni)  |       | Brøndby    |
| 8  | C    | Ronnie Ekelund        | 21 agosto 1972 (19 anni)    |       | Brøndby    |
| 9  | A    | Miklos Molnar         | 10 aprile 1970 (22 anni)    |       | Servette   |
| 10 | C    | Per Frandsen          | 6 febbraio 1970 (22 anni)   |       | Lilla      |
| 11 | A    | Peter Møller          | 23 marzo 1972 (20 anni)     |       | Aalborg    |
| 12 | D    | Jens Risager          | 9 aprile 1971 (21 anni)     |       | Brøndby    |
| 13 | C    | Stig Tøfting          | 14 agosto 1969 (22 anni)    |       | Aarhus     |
| 14 | C    | Lars Højer Nielsen    | 8 dicembre 1970 (21 anni)   |       | Copenaghen |
| 15 | C    | Michael Hansen        | 22 settembre 1971 (20 anni) |       | Silkeborg  |
| 16 | P    | Brian Flies           | 29 agosto 1969 (22 anni)    |       | Næstved    |
| 17 | C    | Jens Madsen           | 20 aprile 1970 (22 anni)    |       | Odense     |
| 18 | C    | Michael Larsen        | 16 ottobre 1969 (22 anni)   |       | Silkeborg  |
| 19 | A    | Søren Andersen        | 31 gennaio 1970 (22 anni)   |       | Aarhus     |
| 20 | C    | Michael Johansen      | 22 luglio 1972 (20 anni)    |       | Copenaghen |

### Ghana
Allenatore:  Samuel Arday
| N. | Pos. | Giocatore          | Data nascita (età)          | Pres. | Squadra         |
| -- | ---- | ------------------ | --------------------------- | ----- | --------------- |
| 1  | P    | Anthony Mensah     | 31 ottobre 1972 (19 anni)   |       | Asante Kotoko   |
| 2  | D    | Frank Amankwah     | 29 dicembre 1971 (20 anni)  |       | Asante Kotoko   |
| 3  | D    | Isaac Asare        | 1º settembre 1974 (17 anni) |       | Anderlecht      |
| 4  | D    | Mohammed Gargo     | 19 giugno 1975 (17 anni)    |       | Torino          |
| 5  | D    | Joachim Acheampong | 2 novembre 1973 (18 anni)   |       | Ashanti Gold    |
| 6  | C    | Alex Nyarko        | 15 ottobre 1973 (18 anni)   |       | Dawu Youngstars |
| 7  | C    | Oli Rahman         | 7 luglio 1975 (17 anni)     |       | Asante Kotoko   |
| 8  | C    | Nii Lamptey        | 10 dicembre 1974 (17 anni)  |       | Anderlecht      |
| 9  | A    | Kwame Ayew         | 28 dicembre 1973 (18 anni)  |       | Metz            |
| 10 | C    | Shamo Quaye        | 22 ottobre 1971 (20 anni)   |       | Hearts of Oak   |
| 11 | C    | Samuel Kumah       | 26 giugno 1970 (22 anni)    |       | Hearts of Oak   |
| 12 | D    | Samuel Kuffour     | 3 settembre 1976 (15 anni)  |       | Torino          |
| 13 | D    | Sammi Adjei        | 18 novembre 1973 (18 anni)  |       | Ashanti Gold    |
| 14 | D    | Mohammed Kalilu    | 21 ottobre 1972 (19 anni)   |       | Hearts of Oak   |
| 15 | C    | Bernard Aryee      | 23 aprile 1973 (19 anni)    |       | Hearts of Oak   |
| 16 | P    | Simon Addo         | 11 dicembre 1974 (17 anni)  |       | Ashanti Gold    |
| 17 | A    | Maxwell Konadu     | 4 dicembre 1972 (19 anni)   |       | Asante Kotoko   |
| 18 | A    | Yaw Preko          | 8 settembre 1974 (17 anni)  |       | Anderlecht      |
| 19 | A    | Mamood Amadu       | 17 novembre 1972 (19 anni)  |       | Asante Kotoko   |
| 20 | P    | Ibrahim Dossey     | 24 novembre 1972 (19 anni)  |       | Dawu Youngstars |

### Messico
Allenatore:  Vicente Cayetano Rodríguez
| N. | Pos. | Giocatore               | Data nascita (età)          | Pres. | Squadra     |
| -- | ---- | ----------------------- | --------------------------- | ----- | ----------- |
| 1  | P    | José Alberto Guadarrama | 8 maggio 1972 (20 anni)     |       | Cruz Azul   |
| 2  | D    | Ricardo Cadena          | 23 ottobre 1969 (22 anni)   |       | Guadalajara |
| 3  | D    | Manuel Vidrio           | 23 agosto 1972 (19 anni)    |       | Guadalajara |
| 4  | D    | Alberto Macías          | 28 dicembre 1969 (22 anni)  |       | Toluca      |
| 5  | C    | Silviano Delgado        | 4 settembre 1969 (22 anni)  |       | Puebla      |
| 6  | D    | Joaquín Hernández       | 1º febbraio 1971 (21 anni)  |       | América     |
| 7  | C    | José Agustín Morales    | 13 gennaio 1971 (21 anni)   |       | Cruz Azul   |
| 8  | C    | José David Rangel       | 12 novembre 1969 (22 anni)  |       | Cruz Azul   |
| 9  | A    | Francisco Rotllán       | 6 gennaio 1970 (22 anni)    |       | Puebla      |
| 10 | C    | Jorge Castañeda         | 12 gennaio 1970 (22 anni)   |       | Atlas       |
| 11 | A    | Damián Arcos            | 11 marzo 1973 (19 anni)     |       | Atlas       |
| 12 | P    | Miguel Fuentes          | 29 settembre 1971 (20 anni) |       | Atlas       |
| 13 | D    | Camilo Romero           | 30 marzo 1970 (22 anni)     |       | Guadalajara |
| 14 | D    | Carlos López            | 18 aprile 1970 (22 anni)    |       | Necaxa      |
| 15 | C    | José Eduardo Pavez      | 13 ottobre 1969 (22 anni)   |       | Atlante     |
| 16 | A    | Mario Arteaga           | 29 novembre 1970 (21 anni)  |       | Guadalajara |
| 17 | A    | Pedro Pineda            | 30 novembre 1971 (20 anni)  |       | Guadalajara |
| 18 | A    | Ángel Lemus             | 3 settembre 1971 (20 anni)  |       | Necaxa      |
| 19 | A    | Ignacio Vázquez         | 31 luglio 1971 (20 anni)    |       | Guadalajara |
| 20 | P    | Ángel Maldonado         | 8 settembre 1973 (18 anni)  |       | América     |